# Rio do Oeste
Rio do Oeste là một đô thị thuộc bang Santa Catarina, Brasil. Đô thị này có diện tích 245,633 km², dân số năm 2007 là 6795 người, mật độ 26,7 người/km².